# Lantern
"Lantern" es el décimo y último episodio de la tercera temporada de la serie dramática de televisión estadounidense Better Call Saul, serie derivada de Breaking Bad. Escrita por Gennifer Hutchison y dirigida por el cocreador de la serie Peter Gould, "Lantern" se emitió en AMC en los Estados Unidos el 19 de junio de 2017. Fuera de los Estados Unidos, el episodio se estrenó en el servicio de transmisión Netflix en varios países.
En el episodio, Jimmy planea ayudar a Irene a recuperar la confianza de sus amigas en el caso Sandpiper Crossing a costa de su reputación, mientras que Howard obliga a Chuck a renunciar a HHM, lo que eventualmente provoca una recaída de su condición. Mientras tanto, Kim se recupera en casa de sus heridas del accidente automovilístico, y Héctor sufre un derrame cerebral provocado por Nacho.
El episodio fue visto por aproximadamente 1,85 millones de espectadores domésticos tras su lanzamiento, siendo el episodio más visto de esta temporada. Este episodio marca la última aparición como parte del elenco principal de Michael McKean (Chuck McGill).

## Trama

### Apertura
En un flashback, un joven Chuck lee Las aventuras de Mabel a un joven Jimmy en una tienda de campaña frente a la casa de su familia en Cicero, Illinois. La cámara lentamente se acerca a una linterna de campaña que se encuentra alojada en el lugar.

### Historia principal
Después de su accidente automovilístico, el brazo roto de Kim ha sido enyesado. Ella regresa con Jimmy al lugar del accidente y Jimmy recoge sus papeles dispersos. A la mañana siguiente, él se siente responsable de su accidente porque le sugirió contratar a un segundo cliente en parte para ayudar a pagar el espacio de oficina compartido. Él y Kim abandonan su oficina para ahorrar dinero haciendo que  ella trabaje desde su casa.
Héctor le paga al padre de Nacho, Manuel, por el uso de la tapicería como fachada para el negocio de las drogas de Héctor. Manuel toma el dinero a regañadientes para evitar represalias de Héctor. Nacho planea emboscar a Héctor, pero se ve envuelto en una reunión entre él, Gus y Juan Bolsa. Juan dice que la organización de Gus se encargará permanentemente del contrabando transfronterizo tanto para la operación de Gus como para la de Héctor. Héctor, enfurecido tiene un ataque de ira pero sufre un derrame cerebral. Como Mike le aconsejó, Nacho toma las cápsulas de nitroglicerina falsas que Héctor dejó caer y las reemplaza por las reales. Gus mira a Nacho con recelo, pero no dice nada.
Jimmy espera que las amigas de Irene la perdonen después de que ella aceptó el acuerdo de Sandpiper, sin embargo, descubre que todavía no confían en ella, porque ahora creen que hará cualquier cosa para ponerse del lado bueno de ellos. Organiza una discusión con Erin Brill y "accidentalmente" admite haber engañado a Irene, enemistar ante sus amigas y hacer que ella retire su aceptación.
Chuck promete abandonar su demanda si puede quedarse en HHM. En cambio, Howard le presenta a Chuck un cheque por $3 millones de dólares, la primera cuota de la compra de la participación de Chuck en el bufete. Howard critica a Chuck por priorizar su venganza contra Jimmy, pero lo elogia profusamente cuando informa a los empleados de HHM sobre su retiro inmediato. Jimmy intenta hacer las paces con Chuck, pero Chuck le confiesa que nunca fue tan importante para él. Después de que Jimmy se va, los síntomas de EHS regresan y destruye las paredes de su casa mientras intenta encontrar el dispositivo que hace funcionar su medidor de electricidad. Incapaz de encontrar la fuente, destruye el medidor con frustración. Cinco días después, Chuck se acuesta en un sofá y patea una mesa varias veces, derribando deliberadamente una lámpara de gas y provocando un incendio.

## Producción
El episodio fue dirigido por el cocreador de la serie Peter Gould, quien anteriormente coescribió "Mabel", el primer episodio de la temporada, y escrito por Gennifer Hutchison, quien previamente escribió el episodio "Sunk Costs".

### Casting
Este episodio marca la última aparición regular de Chuck McGill. En la escena final, cuando Chuck parece suicidarse pateando la linterna de su mesa y quemando su casa, surgieron especulaciones sobre si el acto fue realmente fatal o no; en la misma escena, el número gratuito de la Línea Nacional de Prevención del Suicidio también aparece en pantalla.  Sin embargo, McKean confirmó que Chuck está efectivamente muerto y afirmó: 
"Parecía que esto era una especie de final del capítulo de Chuck en la vida de Jimmy McGill-slash-Saul Goodman. Es casi como la espada y la pared: no pueden estar demasiado cómodos juntos por mucho tiempo o, de lo contrario, tendrán preguntar, ¿cuál es el punto de tener a Chuck? Si Chuck es la persona que Jimmy cuidó y cuidó, y que se transformó en su antagonista, y luego se transformó en esta ruina, esta persona que no tiene más remedio que intentar arreglarlo. él mismo y no tiene herramientas para sí mismo; parecía un paso lógico". 

## Recepción

### Audiencias
Al momento de su emisión, el episodio fue visto por 1,85 millones de espectadores estadounidenses y una calificación de adultos entre 18-49 años de 0,6.

### Recepción de la crítica
El episodio recibió una gran cantidad de elogios por parte de la crítica. En Rotten Tomatoes, obtuvo una calificación del 92% con un puntaje promedio de 8.79/10 basado en 13 reseñas. Terri Schwartz de IGN calificó el episodio con 9.5/10 estrellas y escribió que "Better Call Saul logró un fantástico final de temporada 3 que equilibró perfectamente sus argumentos y trajo una gran lección a la puerta de Jimmy. Con algunos momentos de gran impacto que fueron increíblemente emotivos y muy esperados por los fanáticos, "Lantern" demuestra que Better Call Saul es mejor que nunca con la temporada 3". Alan Sepinwall de Uproxx elogió la escena final y comentó que "la atención se centró principalmente en expulsar a Chuck, y el final lo hizo bien, de una manera minuciosamente dolorosa".